# IM Global
IM Global, LLC – amerykańskie niezależne przedsiębiorstwo medialne, zajmujące się produkcją filmową, telewizyjną i muzyczną, a także międzynarodową sprzedażą i dystrybucją.
Przedsiębiorstwo zostało założone w kwietniu 2007 roku przez Stuarta Forda. IM Global sfinansowało ponad 30 hollywoodzkich produkcji filmowych.
W 2015 roku zostało laureatem nagrody Variety Award for Achievement in International Film.